# Kelly McCauley
Kelly J. McCauley, né le 23 juin 1964 à Vancouver en Colombie-Britannique, est un hôtelier et homme politique canadien. Il représente la circonscription de Edmonton-Ouest à la Chambre des communes du Canada depuis 2015 sous la bannière du Parti conservateur du Canada.